# Výhrada zpětné koupě
Výhrada zpětné koupě (dále jen výhrada) se využívá jako vedlejší ujednání při uzavírání kupní smlouvy a je upravena českým občanským zákoníkem v § 2135–2138. Výhrada dává prodávajícímu možnost požádat ve smluvené lhůtě o vrácení prodané věci zpět do jeho vlastnictví (podobně jako u předkupního práva). Výhodou výhrady oproti předkupnímu právu je pro prodávajícího skutečnost, že si sám rozhodne, zda využije možnosti a požádá o vrácení věci a tím o obnovení svého vlastnictví.
Výhrada se využívá zejména v případě:
a) že prodávající i po prodeji věci chce mít přehled o jejím dalším osudu (podobně např. smluvená možnost odstoupení od smlouvy, rozvazovací podmínka apod.),
b) kdy se prodávající ocitne v peněžní tísni a doufá, že se jeho finanční situace zlepší natolik, že si bude moci prodanou věc odkoupit zpět za původní kupní cenu (více k odkupní ceně viz odst. Povinnosti smluvních stran). (§ 2135, odst. 7).

## Podstatavýhrady
Při prodeji věci na základě kupní smlouvy, ve které je sjednána výhrada, má prodávající právo ve sjednané lhůtě požádat zpět o prodávanou věc. Kupujícímu tak vzniká povinnost tuto věc prodávajícímu vrátit, a to na jeho žádost a za úplatu. (§ 2135, odst. 1).

## Lhůta
Kupující se s prodávajícím v kupní smlouvě dohodnou na lhůtě, během které má prodávající nárok na požádání o vrácení věci zpět do svého vlastnictví. Pokud si lhůtu nestanoví jinak, platí jako sjednaná lhůta (na vrácení věci) u movité věci 3 roky a u nemovité věci 10 let. (§ 2137).

## Povinnosti smluvních stran
Kupující má povinnost vrátit prodávajícímu věc v nezhoršeném stavu. Prodávající má povinnost vyplatit zpět kupujícímu kupní cenu. Pokud v době, kdy byla věc ve vlastnictví kupujícího, došlo ke zlepšení stavu věci, náleží kupujícímu náhrada nákladů na toto vylepšení v plné výši. Pokud se ale sníží hodnota vrácené věci z důvodu zhoršení jejího stavu běžným opotřebením, náhodně vzniklou škodou  (§ 2135, odst.18) nebo vinou kupujícího, má tento povinnost prodávajícímu škodu nahradit. (§ 2136).
Pokud se smluvní strany nedohodnou jinak, nepřipočítávají se (při vrácení věci) ke kupní ceně žádné úroky. (§ 2135, odst. 12).

## Ostatní
Kupující je tedy po dobu výhrady vůči prodávajícímu ve velké nevýhodě. Je sice vlastníkem věci, ale nemá jistotu, že to tak zůstane i nadále. Mohlo by proto pro něho být vhodnější věc po dobu výhrady nijak neupravovat ani s ní jinak nakládat.
Výhradu sjednanou u nemovitosti lze zapsat i do katastru nemovitostí. Pokud tam bude výhrada zapsána, věc nebude možno zatížit (např. věcným břemenem) bez souhlasu toho, pro koho je právo zpětné koupě zapsáno (prodávající). (§ 2138)
Výhrada zpětné koupě zavazuje i dědice, pokud se tak obě strany dohodly v kupní smlouvě. (§ 2135, odst. 2)